# Rudolf Germer (Landschaftsarchitekt)
Rudolf Germer (* 17. April 1884 in Schönberg, Altmark; † 18. November 1938 in Berlin) war ein deutscher Landschaftsarchitekt und Bezirksgartendirektor des Bezirks Wedding von Berlin.

## Leben
Germer absolvierte von 1898 bis 1901 eine Gärtnerlehre bei der Handelsgärtnerei A. Heimes in Seehausen. Reisen führten ihn in die Niederlande, nach Belgien, nach Frankreich und in die Schweiz. Von 1907 bis 1909 studierte er am Kgl. Pomologischen Institut Proskau und trat am 1. April 1909 in die Städtische Gartenverwaltung von Charlottenburg ein.
Er war 1919 sowie 1922–1938 Bezirksgartendirektor von Wedding und gestaltete u. a. Anlagen am  Plötzensee, den Gartenplatz, den Oskarplatz (heute Louise-Schroeder-Platz), den Sparrplatz und den Vinetaplatz. Auf Germers Pläne für den Volkspark Rehberge griff Stadtgartendirektor Erwin Barth bei der Gestaltung (ab 1926) zurück. Sein Dienstgebäude befand sich 1926–1930 in der Gustav-Meyer-Allee, 1931–1938 wohnte er in der Afrikanischen Straße 90. Sein Grab befindet sich auf dem Urnenfriedhof Seestraße.

## Veröffentlichungen
- Der Volkspark Rehberge und die Freiflächen um den Plötzensee in Berlin-Wedding, In: Behörden-Gartenbau 7 (1930), S. 103ff